# 1684

## أحداث
- حصار بودا الأول في الفترة ما بين 16 يونيو و30 أكتوبر.
- حصار سانتا مورا في الفترة ما بين 21 يوليو و6 أغسطس.

## مواليد
- أنطوان واتو
- عبد الله الزاخر
- كاثرين الأولى

## وفيات
- أحمد بن محرز بن الشريف
- أوليا جلبي
- إلينا كورنارو بيسكوبيا
- بيير كورني
- بيير دي كاركافي
- هنريك كارلوف